# سباستین کاستلیو
سباستین کاستلیو (به انگلیسی: Sebastian Castellio) (همچنین سباستین شاتیلون، شاتیلون، کاستلیون و کاستلو؛ ۱۵۱۵–۲۹ دسامبر ۱۵۶۳) مبلغ و متکلم فرانسوی بود. و یکی از اولین طرفداران مسیحی اصلاح‌شده در زمینه مکتب مدارا، آزادی عقیده و اندیشه است.

## زندگی‌نامه
کاستلیو در سال ۱۵۱۵ در سنت مارتین دو فرنه در روستای برسه دوفینه، کشور همسایه سوئیس، فرانسه و ساووی به دنیا آمد. تحت حکومت ساویارد خانواده وی خود را شاتیلون، شتیلون یا چتایلون می‌نامیدند. کاستلیو که در سن بیست سالگی در دانشگاه لیون تحصیل کرده بود، به دو زبان فرانسه و ایتالیایی مسلط بود و در لاتین، عبری و یونانی نیز متخصص شد. پس از آن، او شروع به نوشتن آثار الهیاتی به زبان‌های مختلف اروپا، آلمانی را آموخت.